# Frykeruds kyrka
Frykeruds kyrka är en kyrkobyggnad som ligger i Frykeruds socken i Kils kommun och tillhör Frykeruds församling.

## Kyrkobyggnaden
Föregående kyrka var en medeltida en träkyrka som låg cirka sju kilometer sydöst om nuvarande kyrkplats. På området där träkyrkan låg finns numera samhället Fagerås. På gamla kyrkplatsen finns en minnessten upprest över den rivna träkyrkan.
Nuvarande stenkyrka uppfördes 1795 - 1799 efter ritningar av byggmästare Johan Westman, men invigdes först 1820 av biskop Olof Bjurbäck. Under 1860-talet förnyades kyrkans fasta inredning. År 1953 genomgick kyrkorummet en omfattande restaurering och fick då sitt nuvarande utseende och varma färgsättning.
Kyrkan består av ett rektangulärt långhus med ett tresidigt avslutat kor i öster och en vidbyggd sakristia öster om koret. I väster finns kyrktornet med huvudingång. På torntaket står en lanternin som kröns med ett kors. Ytterväggarna är 1,2 meter tjocka och täcks med vit spritputs. Yttertaket är ett mansardtak belagt med skiffer.

## Inventarier
- Dopfunten i täljsten är från 1200-talet och troligen tillverkad i Norge.
- En oblatask i förgylld koppar är från 1400-talet.
- Tre tavlor är från 1760-talet.
- Altaruppsatsen i nyklassicistisk stil är från 1860-talet.

- Tornets kyrkklockor, lillklockan såväl som storklockan är gjutna på 1720-talet av Eric Näsman i Stockholm.
- En 16-pipig ljuskrona i trä är tillverkad vid 1800-talets början av Bengt Nilsson i Göpåsen.

### Orgel
- 1865 byggdes en orgel av E. A. Setterquist i Örebro med 11 stämmor.
- 1942 byggdes den om och utökades till 20 stämmor av Olof Hammarberg i Göteborg. Den är pneumatisk och har fria och fasta kombinationer. Den har även registersvällare och automatisk pedalväxling.

| Huvudverk I    | Svällverk II    | Pedal        | Koppel |
| Kvintadena 16’ | Rörflöjt 8’     | Subbas 16’   | I/P    |
| Principal 8’   | Salicional 8’   | Ekobas 16’   | II/P   |
| Hålflöjt 8’    | Principal 4’    | Oktava 8'    | II/I   |
| Oktava 4’      | Flöjt 4’        | Nachthorn 4' |        |
| Rörflöjt 4’    | Nasard 2 2⁄3'   | Basun 16'    |        |
| Kvinta 2 2⁄3’  | Blockflöjt 2'   |              |        |
| Oktava 2'      | Ters 1 3⁄5'     |              |        |
| Mixtur 4 chor  | Kvartian 2 chor |              |        |
| Trumpet 8'     | Krumhorn 8'     |              |        |
|                | Tremulant       |              |        |

- En kororgel byggdes 1981 av Hans Heinrich Orgelbyggeri i Maxmo,  Finland. Alla stämmor är delade och orgeln är mekanisk.

| Manual            | Pedal      | Koppel  |
| Gedackt 8'        | Subbas 16’ | Man/Ped |
| Principal 4’      |            |         |
| Rörflöjt 4’       |            |         |
| Blockflöjt 2’     |            |         |
| Quint 1 1⁄3’      |            |         |
| Scharf 3 ch       |            |         |
| Dulcian 8'        |            |         |
| Crescendosvällare |            |         |

### Webbkällor
- Kyrkor i Karlstads stift Del II, Utgiven av Värmlands Museum och Karlstads stift, 2008, ISBN 91-85224-72-3
- byggnadspresentation
- anläggningspresentation